# Međunarodni institut za konzerviranje restauriranje povijesnih i umjetničkih djela
Internacionalni institut za konzerviranje restauriranje povijesnih i umjetničkih djela organizacija je utemeljena 1950. godine. Prvenstveni cilj osnivanja bilo je podizanje razine znanja te stvaranje standarda prakse i formiranje tijela koje bi okupljalo sve zainteresirane za konzerviranje restauriranje muzejskih predmeta. Do 1959. institut je nosio naziv The International Institute for the Conservation of Museum Objects.
Od 1952 Institut izdaje i prestižni časopis Studies in Conservation.
Danas u okviru instituta djeluju i brojne lokalno orijentiranne grupe- nordijska, austrijska, hrvatska, francuska, talijanska, japanska, grčka i španjolska.

## Vanjske poveznice
https://www.iiconservation.org/
http://www.iic-hrvatskagrupa.hr/index.html  Arhivirana inačica izvorne stranice od 30. kolovoza 2012. (Wayback Machine)